# Liedtext
Ein Liedtext (auch Liedertext; englisch: lyrics, auch Plural) ist der sprachliche Teil eines Musikwerkes, das sich aus Komposition und Liedtext zusammensetzt. Eine mit dem Liedtext verwandte Form ist das Libretto, das den Text einer Oper, einer Operette, eines Musicals oder eines Oratoriums enthält.

## Allgemeines
Dabei kann es sich sowohl um die Textierung einer bereits vorhandenen Melodie als auch um die Vertonung eines bestehenden Textes in einer bewussten Abstimmungssituation handeln. Die Verknüpfung eines gedanklichen Inhalts mit einer Melodie sowie die Phrasierung des Textes sind das Resultat eines kreativen Abstimmungsprozesses zwischen Liedtexter und Komponist.
Der Liedtext ist meist in einem durchgängigen Versmaß gehalten und gibt – wenn er gute Qualität besitzt – dem Lied seine rhythmische Struktur. Umgekehrt ist es auch möglich, dass eine Komposition dem Text die Struktur verleiht. Liedtexte tauchen bei allen Liedformen auf, zum Beispiel bei Volksliedern, bei Kunstliedern bis hin zum Hip-Hop. Die englische Bezeichnung lyrics weist noch auf die gemeinsame Abstammung von Liedtexten und Lyrik hin.
Texter und Komponisten sind häufig unterschiedliche Personen. Oft schreiben und komponieren Mitglieder von Bands die Liedtexte selbst. Um urheberrechtlich den Liedtext und die Musikkomposition verschiedener Urheber zu vereinen, ist in §9 UrhG eine Werkverbindung vorgesehen, die eine einheitliche Verwertung beider Urheberrechte ermöglicht.

## Inhalt
Ein Liedtext besteht aus einzelnen Zeilen, die sich als Verse reimen können und meistens Strophen bzw. Refrains oder Überleitungen bilden. Oft wird auch ein Gedicht oder Zitat als Liedtext verwendet. Andererseits können Lieder durch Verlust der Melodie zu Gedichten werden (zum Beispiel: Sammlung Des Knaben Wunderhorn von Clemens Brentano und Achim von Arnim, Buch der Lieder von Heinrich Heine.)
Alte Liedtexte lassen oft Rückschlüsse auf den Sprachwandel zu, aber auch auf das soziale Umfeld zur Entstehungszeit. Sie beruhen in den meisten Fällen entweder
- auf menschlichen Erfahrungen (z. B. Abschieds- und Liebeslieder),
- auf vorangehenden, mündlich tradierten Erzählungen oder
- dienen einem gesellschaftlichen Zweck (z. B. Wander- und Marschlieder, Trauergesänge, Protestsongs usw.)

War der Text bei den sakralen Gesängen des Mittelalters noch das Hauptmerkmal der Musik, so ist er in der heutigen Entwicklung der Popmusik mehr hinter Melodie oder Rhythmus zurückgetreten. Die Ursache dieser Entwicklung ist mitunter darin zu finden, dass die meisten Texte der Stücke aus dem Mainstream in englischer Sprache gesungen werden und von denen, die dieser Sprache nicht ausreichend mächtig sind, nicht verstanden werden. Aber auch in den angloamerikanischen Ursprungsländern werden häufig Liedtexte nicht verstanden, weil sie keinen Sinn ergeben oder sehr kryptischen Inhalt besitzen. Oft werden Produktionstechniken benutzt, um einen Liedtext unverständlich zu machen (Halleffekte, übertönende Musik). Eine Gegenbewegung entstand bei den Liedermachern, in der Singebewegung und in der Neuen Deutschen Welle. Hier spielten die Texte eine ausgesprochen große Rolle und bildeten mit dem Lied wieder eine Einheit.

## Urheberrecht
In urheberrechtlicher Hinsicht sind Text und Musik jeweils eigenständige, gesondert verwertbare Werke.